# Kenilworth Road Stadium
Das Kenilworth Road Stadium ist ein Fußballstadion in der englischen Stadt Luton, Grafschaft Bedfordshire, Vereinigtes Königreich. Es ist seit 1905 das Heimstadion des Fußballclubs Luton Town FC. Die Kenilworth Road ist ein reines Sitzplatzstadion und fasst 10.226 Zuschauer.

## Besucherrekord und Zuschauerschnitt
Der Besucherrekord liegt bei 30.069 Zuschauern und wurde am 4. März 1959 beim Wiederholungsspiel der 6. Runde im FA Cup zwischen Luton Town und dem FC Blackpool aufgestellt. Die Bestmarke zu Zeiten der modernen Sitzplatzstadien liegt bei 10.260 Besuchern. Aufgestellt wurde sie am 21. Oktober 2006 bei der Partie der Football League Championship am 21. Oktober 2006 gegen Leeds United. Am 6. Mai 2007 wurde dieser Rekord im Spiel gegen den AFC Sunderland eingestellt.
- 2013/14: 7.387 (Conference Premier)
- 2014/15: 8.702 (Football League Two)
- 2015/16: 8.226 (Football League Two)
- 2017/18: 8.676 (EFL League Two)
- 2018/19: 9,516 (EFL League One)
- 2019/20: 10.048 (EFL Championship)
- 2020/21: N/A (COVID-19-Pandemie)
- 2021/22: 10.073 (EFL Championship)
- 2022/23: 9.845 (EFL Championship)

Das erste Heimspiel am 19. August 2023 in der Premier League gegen den FC Burnley muss verschoben werden, da im Kenilworth Road Stadium Umbauten für die Anforderungen der Liga durchgeführt werden. Am 14. Juli beantragte der Club die Verlegung. Ein neuer Termin wird zum frühestmöglichen Zeitpunkt bekannt gegeben. Das erste Heimspiel wird nun die Begegnung gegen West Ham United am 1. September.

## Zukunft
Der Verein plant, das über 100 Jahre alte Stadion durch einen Neubau zu ersetzen. Die 2020 Development Holding, Tochtergesellschaft des Luton Town FC, hat im Dezember 2016 ein Grundstück erworben, auf dem das neue Stadion errichtet werden soll. Ziel war es, 2020 in die neue Spielstätte einzuziehen. Durch den frühzeitigen Kauf könnte das Vorhaben schon früher umgesetzt werden. Das von AndArchitects geplante Stadion soll 17.500 Sitzplätze bieten und der Ausbau auf 22.500 Plätze ist bei Bedarf in den Plänen vorgesehen.